# 大西洋鮭
大西洋鮭有些文献称安大略湖鲑（Lake Ontario salmon），作为食用鱼時俗称三文魚，是主要分佈在北大西洋海域及周边河流水系的一種广盐性辐鳍鱼，是鲑科鳟属分布最广的两种鱼类之一（另一种是褐鳟），也是鳟属唯一能在北美洲找到原生鱼群的一种。
大西洋鲑是水产业经济鱼类中最有代表性的一种鮭魚，成魚尺寸平均90（35英寸），大型個體可至110—150（43—59英寸），重達40（88磅）以上，是整个鲑科体型第三大，仅次于哲罗鱼属的哲罗鲑和麻哈鱼属的帝王鲑。

## 名稱
大西洋鮭在北美原自然分佈於今新斯科舍省一帶，當地的Mi'kmaq語稱之爲（普通個體）或（黑色個體）。
冰島語、挪威語、瑞典語、丹麥語和英語中均有對該種魚的原生詞彙lax或laks（同源於俄語：和德語：），並可追溯到原始印歐語中的大西洋鮭*laḱs-，但今天英語中對大西洋鮭常用的叫法「salmon」與其學名一樣均來自於拉丁文中與該魚無關的詞彙。有指其種小名的拉丁文意思是「跳躍者」，但也有認為是「海水的住客」。

## 特徵
大西洋鮭幼魚的顏色與成年的不同。當它們仍在淡水生活時，身體上有藍色及紅色斑點。當它們進入海水後，它們就會呈銀藍色。最容易辨認它們的是其側線上的黑色斑點。當它們進行繁殖時，雄魚會呈淺綠色或紅色。它們呈梭形，有發育完好的牙齒。除了脂鰭外，所有的鰭都有黑邊。

## 食性
大西洋鮭魚苗在出生數天內就會開始覓食。在完全吸收卵黃後，它們會開始獵食，主要吃細小的無脊椎動物，包括石蠶蛾、蚋、蜉蝣及石蠅。當它們足夠大時就會在河床及水流中觅食細小的魚類。有些甚至會吃其他大西洋鮭的卵。
成年的大西洋鮭會吃較大的食物，包括黵烏賊、玉筋屬、端足目、北極甜蝦及鯡屬。它們此時的生長率甚高。

## 行為
大西洋鮭的魚苗及魚秧有指是地盤性的，因為它們會保衛領地。雖然它們有時會互相攻擊，但對於其社群架構卻不明。它們很多時會組成群落，尤其是在離開流域的時候。
成年的大西洋鮭比其他鮭魚較具攻擊性。它們在北太平洋成為了入侵物種，會攻擊大鱗大麻哈魚及銀大麻哈魚。

## 繁殖

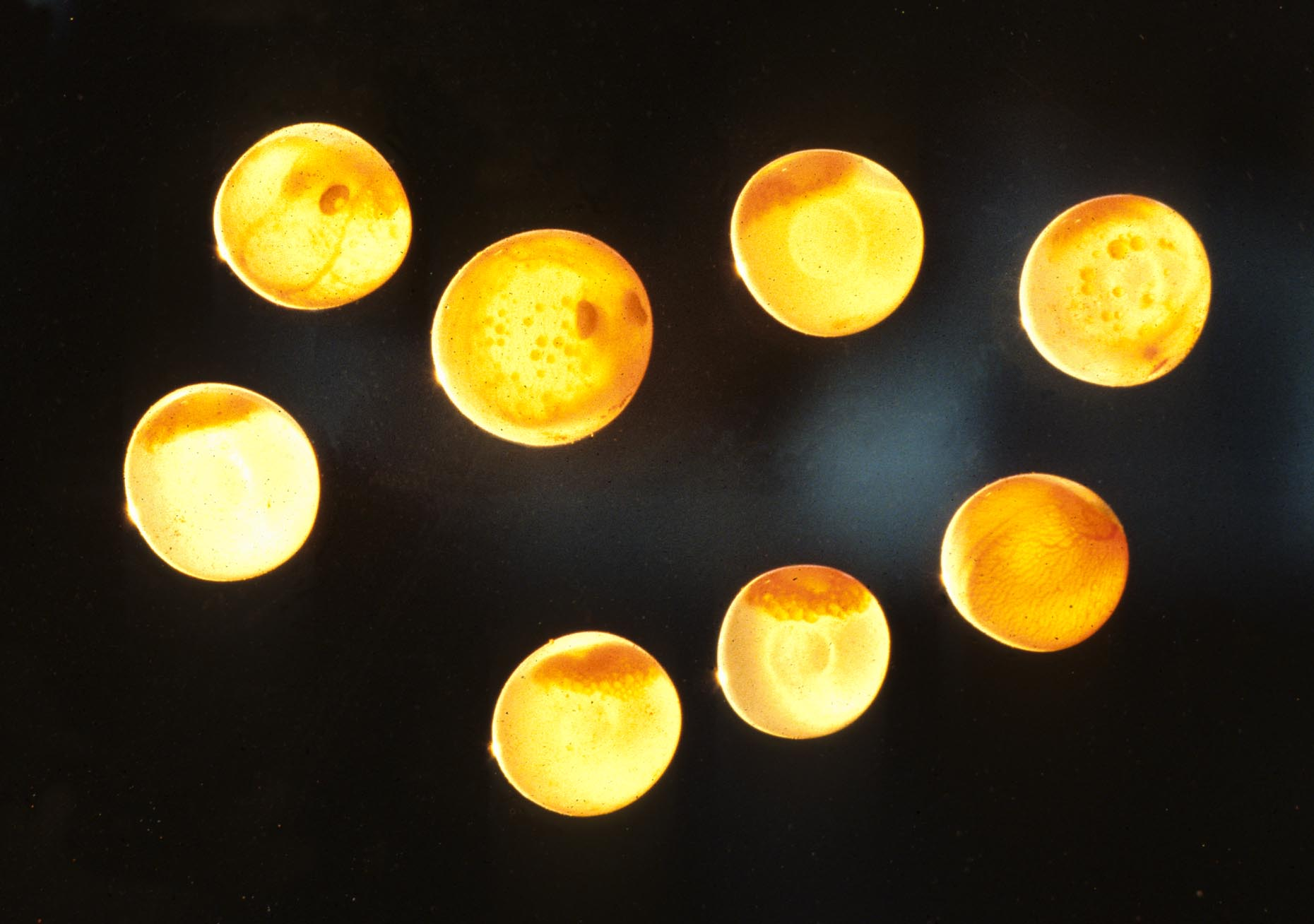
大西洋鮭的卵。

大西洋鮭在這些河流進行繁殖：在西歐，由北葡萄牙北至挪威、冰島及格陵蘭；在北美洲東岸由美國康乃狄克州北至加拿大北拉布拉多。那些游離水產養殖場的大西洋鮭在英屬哥倫比亞通往太平洋的河流流域出沒。它們主要分佈在格陵蘭對出的海洋，並會回到其出生的河流。於19世紀前，它們也有在紐約州中部出沒。但因建造奥斯威戈河（Oswego River）水壩而斷絕了它們的產卵地，繼而從當地絕跡。
大西洋鮭會在河床碎石間築「巢」。雌魚強壯的尾巴會在碎石間製造回流，再在河床挖出陷坑。雌魚和雄魚會分別在陷坑的上游產卵及排出魚精。雌魚會再一次使用其尾巴，拌動碎石覆蓋陷坑中的卵及魚精。大西洋鮭是多次繁殖的，即它們不會在產卵後死去，而是會恢復自己，回到海洋生活並重復產卵的過程。

## 生命周期
大部份大西洋鮭都是溯河回游的，即它們大部份時間會在海水中生活，但會游到其出生的淡水河流產卵，幼魚也會在淡水環境中生長經歷幾個階段。
大西洋鲑并不需要海水，在北半球有许多完全生活在淡水中的种群（即“陆封型”），其中包括曾经生活在安大略湖已灭绝的一个种群，现今復育计划已取得初步成果。最近的研究表明，该种群在其整个生命周期中都在该湖的流域内活动。在北美洲，另有一種稱為安妮克鱒的群落。

### 淡水階段

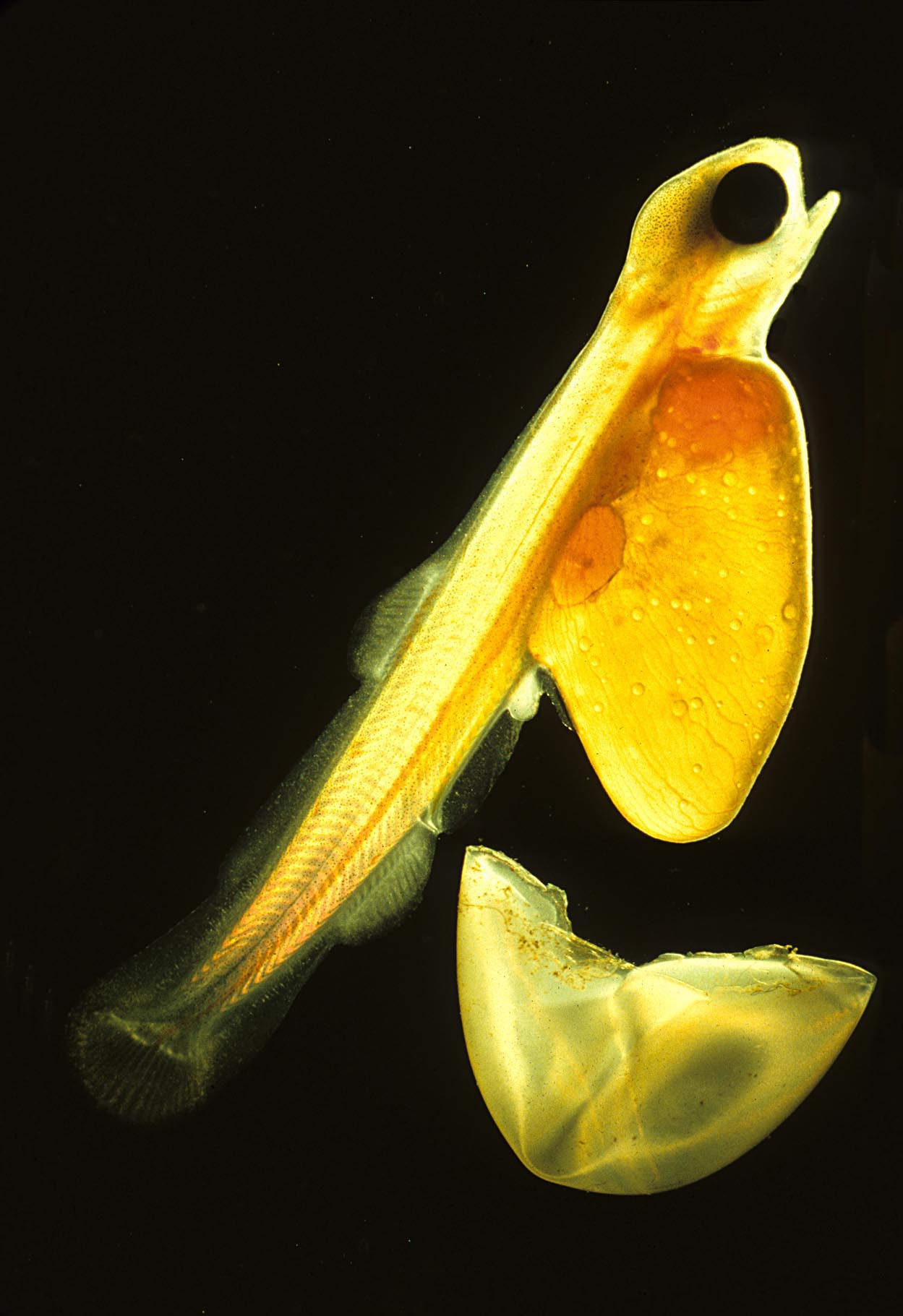
剛出生24小時的大西洋鮭，會吸收卵黃成長。

大西洋鮭介乎1-5歲間都是在淡水階段。在南部河流（如英吉利海峽）的幼魚只要1歲大就會離開，但在較北地區的（如蘇格蘭）則要超過4歲大才會離開。平均離開的年齡則與超過7℃水溫有關。
在魚苗階段，它們會留在繁殖地，並會吃卵黃餘下的養份。其鰓於此時會發育，且會主動獵食。到了魚秧階段，它們會成長及最終會離開繁殖地到較多獵物的地方尋找食物。成長到幼魚的階段，它們就會準備游到大西洋中。不過此時它們最易受到掠食。接近40%會被鱒魚所吃，其他掠食者還包括其他魚類及鳥類。

### 海水階段

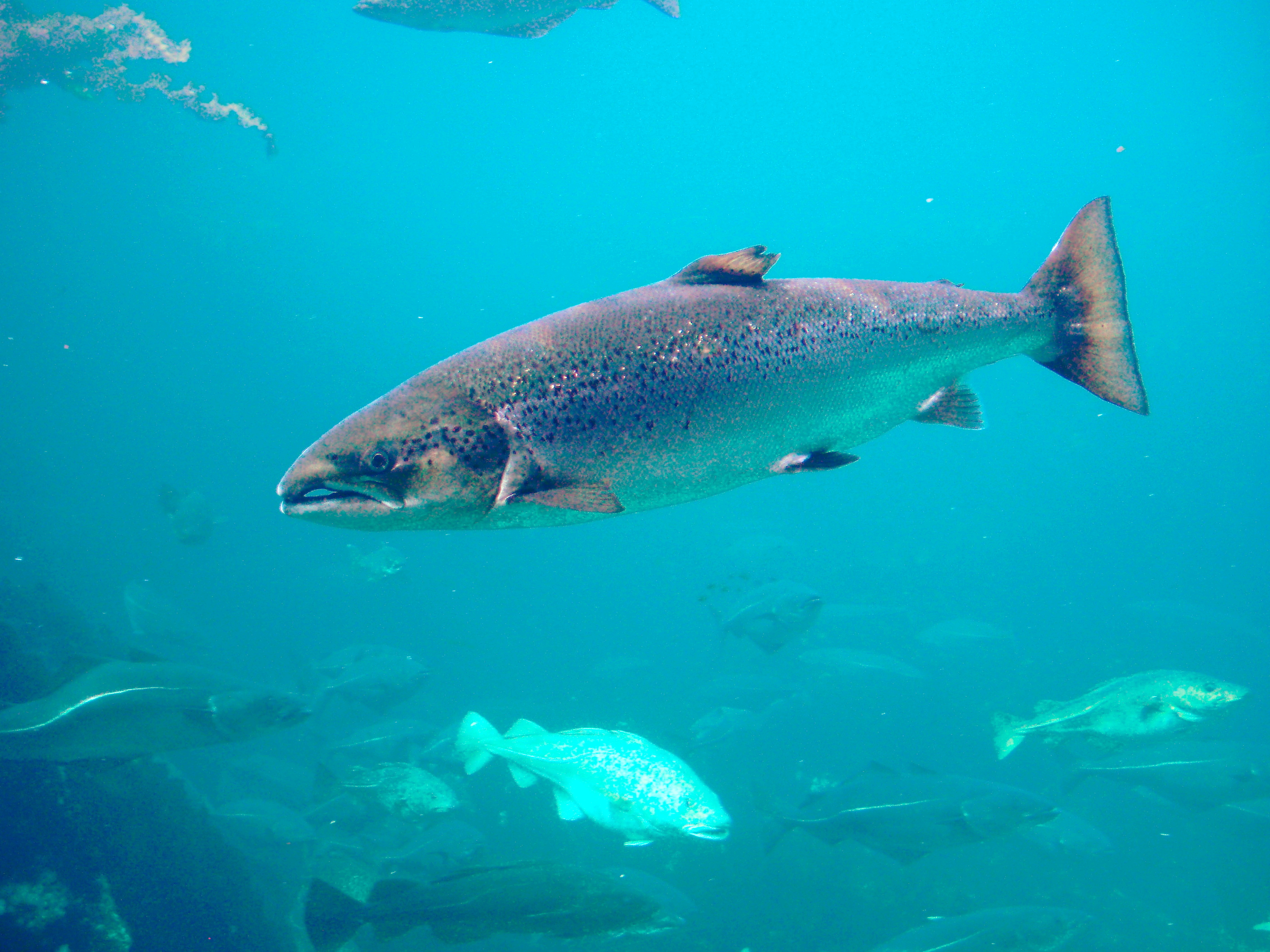
大西洋鮭。

當幼魚長大後，它們就會開始進入海洋的旅程，旅程往往始於3月至6月間。它們會按水域的鹽度來進行遷徙。
大西洋鮭離開出生的河流後的1-4間發育很快。它們一般會遷徙到格陵蘭西部對出的大陸板塊。這段時間它們會受到人類的捕獵，小頭睡鯊、鰩科、鱈魚及大比目魚的掠食。一些海豚曾被發現玩弄大西洋鮭的屍體，但是否會吃它們曾不明。
大西洋鮭長大後會游回自己出生的淡水流域。當回到出生的河流後，它們就會停止進食待產。雖然它們如何回到自己出生的河流仍然不明，但有指它們是循著氣味而回到此地。當它們重達250克後，鳥類及多種魚類都不能再掠食它們，但海豹則除外。大西洋鮭在此時的生存率介乎14-53%之間。

## 飼養
在挪威、智利、加拿大、英國、法羅群島、俄羅斯及塔斯曼尼亞都是大西洋鮭的主要養殖地。大量的大西洋鮭離開籠子，若進行繁殖則會降低遺傳多樣性及引發低生存率。在北美洲西岸（尤其是阿拉斯加及加拿大），非原產的大西洋鮭成為了入侵的威脅。它們與當地的鮭魚爭逐資源，傳染疾病及雜交。

## 保育組織
北大西洋鮭魚養護組織（North Atlantic Salmon Conservation Organization）是一個由加拿大、丹麥、歐盟、冰島、挪威、俄羅斯及美國組成的國際機構。成立於1983年，目的是透過國際間的合作協助保護大西洋鮭，其總部設於愛丁堡。它們致力收復大西洋鮭的棲息地及提倡保育大西洋鮭。

## 外部連結
- NOAA（页面存档备份，存于）
- Atlantic Salmon Federation
- State of Maine, Atlantic Salmon Commission
- University of Massachusetts
- World Wide Fund（页面存档备份，存于）
- Atlantic Salmon Trust （页面存档备份，存于）
- Ontario Ministry of Natural Resources （页面存档备份，存于）
- Salmon Ireland （页面存档备份，存于）